# La'Mical Perine
La'Mical Perine (30 gennaio 1998) è un giocatore di football americano statunitense che milita nel ruolo di running back per i Green Bay Packers della National Football League (NFL).

## Carriera

### New York Jets
Perine al college giocò a football nei Florida Gators dal 2016 al 2019. Fu scelto dai New York Jets nel corso del quarto giro (120º assoluto) del Draft NFL 2020. Debuttò come professionista scendendo in campo nel secondo turno contro i San Francisco 49ers correndo 17 yard nella sconfitta per 31-13. Il primo touchdown lo segnò nella settimana 7 contro i Buffalo Bills. La sua stagione da rookie si chiuse con 232 yard corse e 2 marcature in 10 presenze.

### Philadelphia Eagles
Il 1º settembre 2022 Perine firmò con i Philadelphia Eagles.

### Miami Dolphins

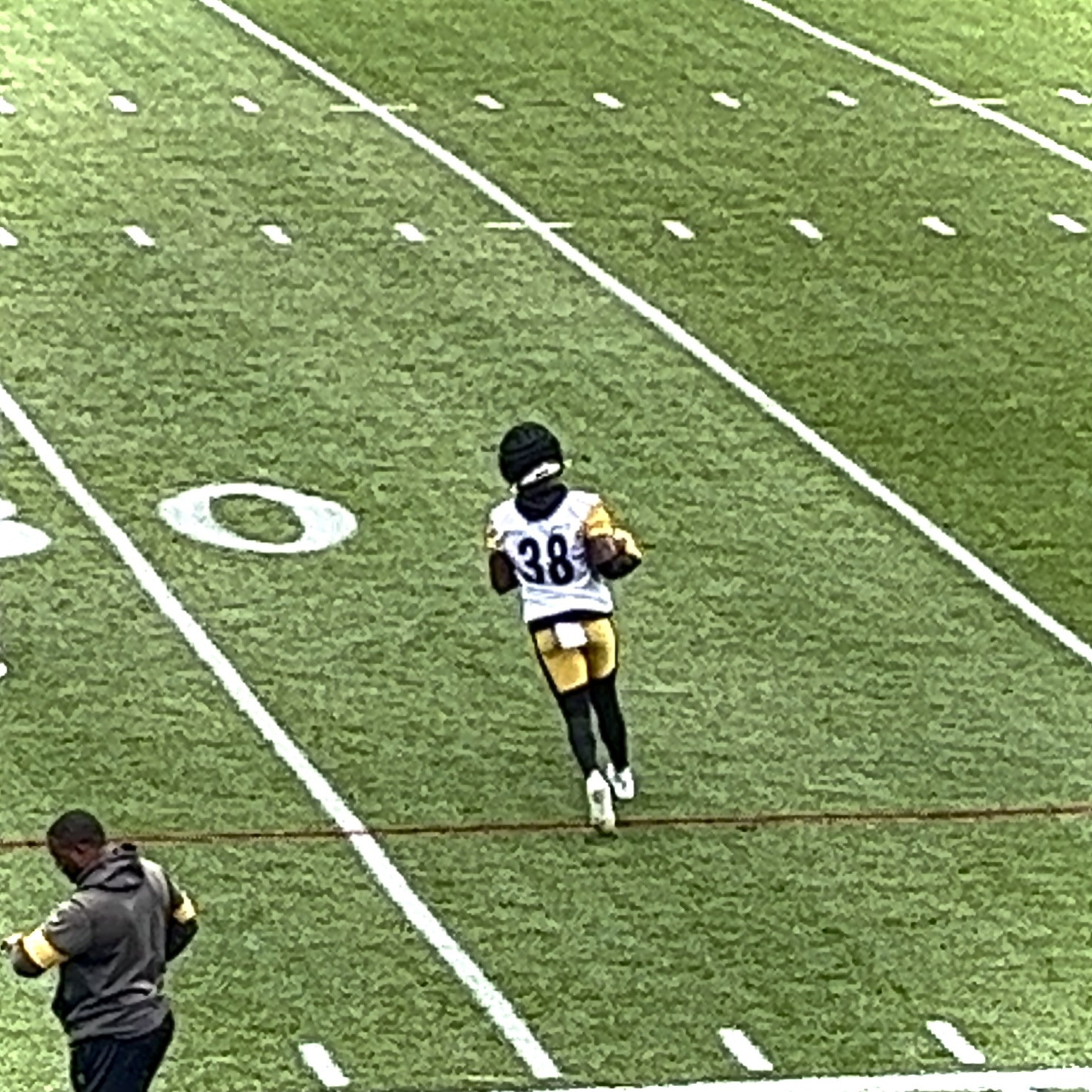
Perine durante il training camp 2024 con gli Steelers

Il 18 ottobre 2022 Perine firmò con la squadra di allenamento dei Miami Dolphins.

### Kansas City Chiefs
Il 28 gennaio 2023 Perine firmò con la squadra di allenamento dei Kansas City Chiefs.

### Pittsburgh Steelers
Il 23 maggio 2024 Perine firmò un contratto di un anno con i Pittsburgh Steelers. Fu svincolato il 27 agosto 2024.

### Green Bay Packers
Perine firmò con la squadra di allenamento dei Green Bay Packers il 30 agosto 2024.

## Palmarès
- Super Bowl : 2

Kansas City Chiefs: LVII, LVIII
- American Football Conference Championship: 2

Kansas City Chiefs: 2022, 2023

## Vita privata
Perine è cugino del running back della NFL Samaje Perine e del linebacker Myles Jack.